# Linfonodos ilíacos internos
Os linfonodos ilíacos internos (ou hipogástricos ) circundam a artéria ilíaca interna e seus ramos (os vasos hipogástricos ), e recebem os vasos linfáticos correspondentes à distribuição dos ramos desta, ou seja, recebem linfáticos de todas as vísceras pélvicas, da partes mais profundas do períneo, incluindo as porções membranosas e cavernosas da uretra, e das nádegas e parte posterior da coxa . Os linfonodos ilíacos internos também drenam a metade superior do reto, acima da linha pectinada. Não recebe linfa do ovário ou testículo, que drena para os gânglios linfáticos paraaórticos .

## Imagens adicionais

Tecido linfático regional
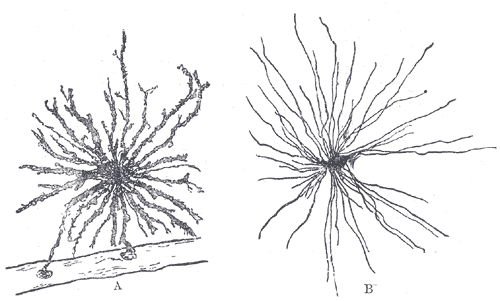
Linfonodos profundos e vasos do tórax e abdômen.